# عبد المحسن الفارس
عبد المحسن أحمد عبد الرحمن الفارس رئيس نادي القادسية الكويتي السابق في الفترة ما بين عام 1989 و 1997.

## عن حياته
بدأ عبد المحسن الفارس حياته لاعبا في نادي النهضة (كاظمة حاليا) ثم انتقل عام 1952 إلى نادي الجزيرة (القادسية)، ومن ثم عمل إدارياً ليبني تاريخه المشرف والمشرق مع القلعة الصفراء، وصار عضوا في مجلس إدارة النادي إلى جانب خالد الحمد، محمد الحمد، حمود الزيد، عبد المحسن الخرافي، محمد القطان، ناصر العريفي، وفيصل الصالح، واستمر حتى عام 1969، وعاد في عام 1987 وحتى عام 1997، حيث تقلد منصب الرئاسة، كما عمل مديرا لمنتخب الكويت الوطني لكرة القدم عام 1964، عندما شارك في البطولة العربية في العراق، ويُعتبر عبد المحسن الفارس من أبرز الرياضيين سابقًا في الكويت.

## مناصبه
- مدرب نادي القادسية الكويتي في موسم 1961 - 1962.
- رئيس نادي القادسية الكويتي في الفترة ما بين عام 1989 و1997.

## وفاته
تُوفي عبد المحسن الفارس بعد صراع مرير مع المرض بتاريخ 4 ديسمبر 2019عن عمر ناهز ال84 عام.